# Трофимчук Валерій Васильович
Вале́рій Васи́льович Трофимчу́к (29 вересня 1967 — 4 серпня 2015) — солдат Збройних сил України, учасник російсько-української війни.

## З життєпису
Народився 1967 року в місті Вінниця. 1984 року закінчив вінницьку ЗОШ № 33, по тому — СПТУ № 19. Працював монтажником-зварювальником на Вінницькому заводі радіотехнічної апаратури «Маяк». Протягом 1985—1987 років проходив строкову військову службу в лавах ЗС СРСР.
З 2000 року по 2011-й жив в Італії, працював на меблевій фабриці. Повернувшись до України, оселився в батьків у селі.
Мобілізований на початку серпня 2014 року; солдат, розвідник-радіотелеграфіст 1-ї розвідувальної роти, 54-й окремий гвардійський розвідувальний батальйон. З осені 2014-го брав участь у бойових діях на сході України. Під час боїв за Дебальцеве 9 грудня 2014 року заручився зі своєю коханою — приїхала до нього на передову; потім вони обвінчались у Вінниці, опісля Валерій знову поїхав на фронт.
Загинув уночі проти 4 серпня 2015 року внаслідок вчиненого терористами мінометного обстрілу  спостережного пункту на териконі шахти «Южна» поблизу Ленінського — за 800 метрів від окупованої Горлівки. Міна вибухнула за 2 метри від бійців, Валерій загинув, зазнавши численних поранень; пораненого напарника — лейтенанта 57-го батальйону Андрія Гурічева — вдалося спустити з терикону, однак до шпиталю довезти не встигли.
Без Валерія лишилися дружина та донька Анна 2013 р.н., син Максим[джерело не вказане 2048 днів] від першого шлюбу.
6 серпня 2015-го похований на Алеї Слави Центрального кладовища, місто Вінниця.

## Нагороди та вшанування

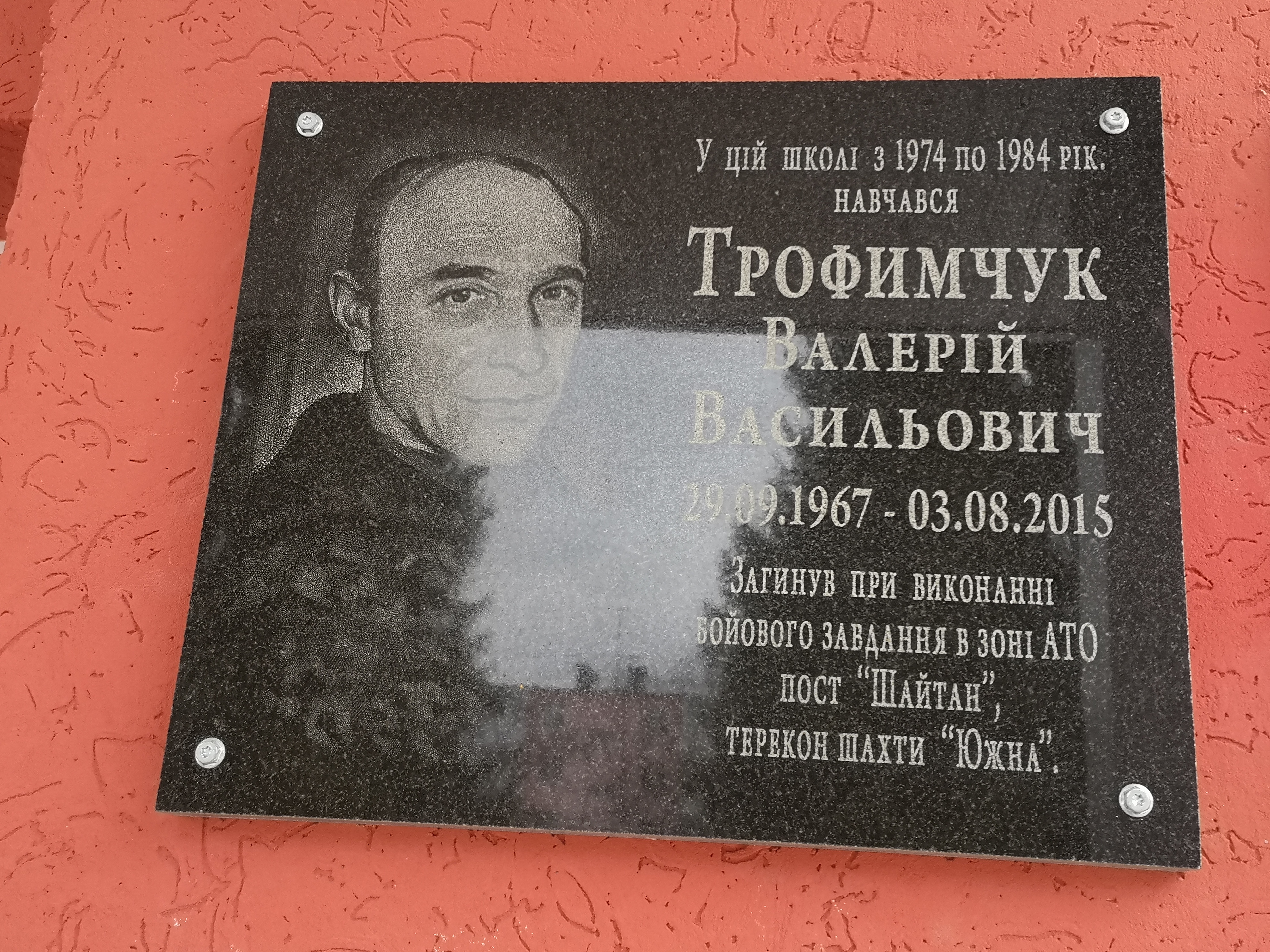

За особисту мужність, сумлінне та бездоганне служіння Українському народові, зразкове виконання військового обов'язку відзначений — нагороджений
- орденом «За мужність» ІІІ ступеня (16.1.2016, посмертно)[1]
- 6 травня 2016 року на фасаді будівлі вінницької ЗОШ № 33 відкрито меморіальну дошку Валерію Трофимчуку.